# JRR-3
JRR-3（ジェイ・アール・アール・スリー：Japan Research Reactor No. 3）は、独立行政法人日本原子力研究開発機構が原子力科学研究所に保有する研究用原子炉施設である。主に、中性子を利用した科学・研究また産業利用を目的に設計されている。

## 概要
改造前のJRR-3は初の国産研究炉で、重水減速・冷却のタンク型で1962年9月12日に初臨界、熱出力10メガワットであった。現行の新JRR-3は重水反射体を持つ軽水減速冷却のプール型で1990年3月の初臨界。熱出力は20メガワット。改造といわれているが、実際は建屋を残したまま炉心ユニットの取り換えであり、その際原子炉を一括撤去し敷地内の地下の保管庫に移動する事で廃炉を行った。
実験施設としては、東大物性研と原子力機構が所有する多数の実験装置が設置されている。原子炉の建屋（炉室）のほかに、中性子導管を用い、ガイドホールと呼ばれる原子炉建屋に隣接する広い実験装置用の建屋を有している。
また、中性子の照射設備もあり、半導体の製造やRI製造などに用いられている。